# 首爾航空
首爾航空（： E-eo Seoul */?）是一間設立於大韓民國的低成本航空公司，為韓亞航空旗下投資股份100%的子公司。該航空以仁川國際機場為樞紐，提供首爾出發的國際航班服務，於2016年7月11日起開始營運。

## 歷史
韓亞航空自2014年底起便開始籌備旗下第二家低成本航空公司（次於位於釜山的釜山航空），不過計畫因韓亞航空214號班機空難的緣故而被推遲許久。與釜山航空採用與釜山市政府合資經營的模式不同，這家航空公司以由韓亞航空全資營運的模式經營。「首爾航空」在2015年4月由韓亞航空正式成立，並於同年10月向國土交通部申請國際航空運營許可。雖然韓國其他低成本航空公司都因為韓亞航空計劃把其開辦的部分日本、東南亞航線改由首爾航空經營而憂慮這樣會令廉航競爭更激烈，並反對這項申請，但是國土交通部仍然在同年12月向首爾航空頒發國際航空運營許可。隨後該公司也在2016年7月獲頒航空經營許可證。
首爾航空在2016年7月11日成功執飛由金浦國際機場飛往濟州國際機場的第一個航班，但根據首爾航空的規劃，國內航線僅為短期包機運行，首爾＝濟州航線在9月30日停航。，2016年10月起，首爾航空正式開始經營國際線，開辦來往韓國和日本等地的亞洲短程航線。

## 航點
所有航線皆由首爾仁川機場出發。
|  | 樞紐機場 |
|  | 未來航點 |

### 停飛的航線
- 首爾/仁川〜澳門2016年10月22日〜2018年3月4日之間飛航  (每日一班)
- 首尔/仁川～临沂2019年11月2日～2020年1月19日之间飞航（每周二六）

## 機隊
首爾航空的機隊規模如下：
| 機型             | 總數 | 已訂購 | 運量 | 附註 |
| 機型             | 總數 | 已訂購 | Y    | 附註 |
| ---------------- | ---- | ------ | ---- | ---- |
| 空中巴士A321-200 | 7    | 0      | 195  | N/A  |
| 總計             | 7    | 0      |      |      |

## 事件
2025年4月15日，从濟州機場飛往首爾金浦機場的RS902航班上，一名約30多歲的女乘客因打開舱内右側的應急出口彈出逃生滑梯，导致航班中斷，其打开舱门的原因是患有幽閉空間恐懼症。涉事女乘客因涉嫌違反《航空保安法》被移送機場警隊接受调查。

## 外部連結
- [https://flyairseoul.com/CW/ko/main.do 首爾航空 （页面存档备份，存于）（英文）（日語）（繁體中文）（简体中文）
- 首爾航空的Instagram帳戶